# Orthotrichum pycnophyllum
Orthotrichum pycnophyllum là một loài Rêu trong họ Orthotrichaceae. Loài này được Schimp. mô tả khoa học đầu tiên năm 1849.